# Chiesa di San Valentino (Salara)
La chiesa di San Valentino Martire, citata semplicemente anche come chiesa di San Valentino, è un edificio sacro ubicato nel centro di Salara, cittadina della provincia di Rovigo e sede dell'omonimo comune; sede parrocchiale è, nella suddivisione territoriale della chiesa cattolica, collocata nel vicariato di Badia-Trecenta, a sua volta parte della Diocesi di Adria-Rovigo.
La chiesa, edificata con orientamento Nordovest-Sudest nella seconda metà del XVIII secolo assieme all'attiguo campanile e dedicata a San Valentino Martire, ovvero Valentino di Terni vescovo e martire cristiano sotto l'imperatore Aureliano, venne eretta per dotare la popolazione di un luogo di culto di maggiori dimensioni. Più volte restaurata nel corso dei secoli successivi, mantiene l'originale impianto settecentesco.

## Descrizione

### Esterno
L'edificio, a pianta basilicale a tre navate, sorge al centro dell'abitato con orientamento nordovest-sudest, preceduto dal sagrato semicircolare, modesto per dimensioni.
La facciata, a vento e a salienti, è principalmente caratterizzata da un doppio ordine di lesene, le inferiori doriche e ioniche le superiori, separate da una trabeazione spezzata, in aggetto.
Il campanile ospita 6 campane a battaglio cadente. La campana maggiore è stata fusa da Alberto Soletti nel 1765, la seconda e la terza sono restituzioni belliche della fonderia Daciano Colbachini (anno 1949), la quarta e la sesta dalla fonderia De Poli di Vittorio Veneto nel 2018, la quinta dalla fonderia Cavadini di Verona nel 1844.

### Interno

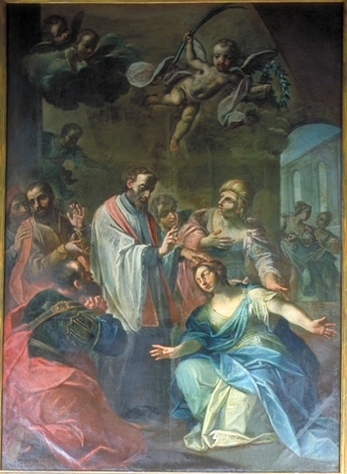
Giuseppe Carlo Pedretti, San Valentino che guarisce la figlia del giudice Asterio (1762).

Tra le opere d'arte a tema religioso qui conservate ed esposte si annoverano pale d'altare di buona fattura realizzate tra il XVII e il XVIII secolo, principalmente eseguite da Giuseppe Pedretti, tra le quali il ciclo di tempere a muro con raffigurazione di santi e il dipinto olio su tela San Valentino che guarisce la figlia del giudice Asterio, oltre a opere di Giuseppe Antonio Ghedini, Giovanni Francesco Braccioli ed Ercole Sarti detto il Muto di Ficarolo.